# 1992 K리그 드래프트

## 개요
- 신인선수 선발날짜 - 1991년 11월 20일

- 총 지명자 수 - 38명

## 드래프트 거부 파동과 진통
1991년 드래프트에서 촉발되었던 드래프트 거부 파문의 여진은 이듬해인 1992년 드래프트까지 이어졌다. 당시 드래프트 거부 파문은, K리그 드래프트 역사에서 상당히 비중 있게 다루어지는 사건이다.

### 홍명보와 황선홍의 포항 입단 파문
1991년 4월, 6개월전 파문의 주인공 이었던 황선홍, 홍명보 두 선수가 동시에 포항 제철에 입단하면서 2차 드래프트 거부 파동이 시작되었다. 당시 포항 제철은 아마추어 축구팀으로 선수를 입단시킬 경우, 드래프트에 신청하지 않은 선수도 입단 가능하다는 점을 이용해 황선홍과 홍명보를 포항 소속으로 입단시키는 편법을 동원한 바 있다. 이같은 편법은 아마추어 입단자의 프로 승격은 3년동안 해당 아마팀에서 뛴 후에야 가능하다는 규정상 지금껏 어느 팀도 쉽게 시도하지 않았던 것이다.
이에 대해 현대 호랑이를 비롯한 타 구단들은 포항 제철의 행태를 조항 위반이라고 격렬히 반발했으며 사태는 점점 확산되었다. 특히 입단과 동시에, 황선홍, 홍명보 모두 출전 불가 기간인 3년동안 해외 축구 유학을 보내겠다고 포항 제철이 언론에 발표하면서, 추문은 일반 축구팬들에게도 전해지게 되었고, 선수권익을 무시하는 기업구단의 담합 행태에 대한 고발 기사와 성토도 쏟아지기에 이르렀다. 결국 1991년 7월, 각 구단의 단장들은 회의를 거쳐, 기존의 드래프트 1순위, 2순위 계약금을 3천만 원, 2천5백만 원에서 각기 5천만 원, 4천만 원으로 상향조정하였고, 황선홍 선수는 포항 제철의 공언대로 독일로 진출하면서 포항제철 입단 파문은 어느 정도 포철의 판정승으로 가라앉는 듯했다.

### 올림픽 대표들의 집단 드래프트 거부 파동
1991년 10월, 2차 파동 6개월여 만에 사태는 새로운 국면에 접어드는데, 당시 1992년 바르셀로나 올림픽대표로 한창 주가를 올리고 있었고, 당연히 1992년 드래프트에서 1순위 최우선 지명이 확실시되었던 서정원, 신태용, 정광석, 김병수 네 명의 선수가 드래프트 거부를 선언한 것이었다. 서정원 선수를 필두로 4선수는 구단 간의 공공연한 담합으로 계약금의 자유경쟁이 아닌 5천만 원 상한선 책정에 그쳤음을 성토하면서, 드래프트제의 폐해를 고발하고자 거부를 선언했노라고 밝혔다. 이 때를 같이해, 당대 대학권의 최고 스트라이커였던 김정혁 선수가 대우 로얄즈와 비밀리에 선계약을 맺고 대우 선수단에 합류했다는 소식과 홍명보 선수와 황선홍 선수에게 포철이 각기 지급한 계약금이 1억 원을 넘긴다는 소식을 다룬 폭로성 기사가 쏟아지면서 화살은 K리그 구단 전체와 드래프트 제도에 집중되었다. 여기에, 다른 선수와 형평성을 고려하지 않고 개인의 안위를 우선시했다는 점을 들어, 주요 선수에 대한 비판의 목소리도 높아졌다. 요컨대, K리그의 팀과 구단주, 선수들 모두가 자정이 필요하다는 점에 대한 공감대가 형성된 것이었다.

### 드래프트 신청 추가 기한 연장과 홍명보의 신청
자칫 K리그 이미지의 씻을 수 없는 타격과 김종부 스카우트 파동 당시의 팀 해체 불사와 같은 극단 상황을 막기 위해 대한축구협회와 한국프로축구연맹은 일단 올림픽 대표 4인방의 드래프트 거부 문제부터 해결을 보기로 한다. 그리고 10월 중순으로 완료되었던 신청 기한을 드래프트 하루 전날인 11월 18일까지 연장하면서 수습했고, 구단주 협의회와 포항 제철 측과의 진통 끝에 홍명보를 1992년 드래프트에 내놓기로 합의를 얻어내면서 사태는 급진전의 기회를 얻었다. 결국 최종 마감일이었던 18일, 홍명보, 서정원, 신태용이 드래프트 신청을 완료하면서 포철과 타 구단 간의 알력 다툼과 파문 소동은 어느 정도 일단락되었다. 그러나 초미의 관심사였던 계약금 상한선 폐지 문제는 어물쩍 넘어갔고, 서정원, 신태용을 제외한 김병수 선수와 정광석 선수는 끝끝내 신청을 거부하면서 불씨는 여전히 남아있는 상태였다. 결국 이런 임시방편적 뒤처리는 불과 이틀 뒤인 드래프트 지명장에서 벌어진 K리그 역사상 전무후무한 트레이드 소동으로 귀결되었다.(아래 트레이드 파동 참고)

## 지명 결과
| 구단            | 1순위  | 2순위  | 3순위  | 4순위  | 5순위  | 6순위  | 7순위  | 8순위  | 9순위  |
| --------------- | ------ | ------ | ------ | ------ | ------ | ------ | ------ | ------ | ------ |
| LG 치타스       | 서정원 | 김봉수 | 임근재 | 전경준 | -      | -      | -      | -      | -      |
| 일화 천마       | 김정혁 | 주용국 | 김학철 | 김대진 | -      | -      | -      | -      | -      |
| 유공 코끼리     | 홍명보 | 이종철 | 김기선 | -      | -      | 윤정춘 | -      | -      | -      |
| 포항제철 아톰즈 | 김진형 | 조정현 | 류영록 | 장영훈 | 백태현 | 김종록 | 정성훈 | 이상기 | 강영호 |
| 현대 호랑이     | 김종건 | 김동식 | 김판곤 | 배수현 | 김성구 | 장형석 | 민병직 | 임채용 | 김병지 |
| 대우 로얄즈     | 이태홍 | 신태용 | 김태진 | 이경춘 | 최영희 | 이진호 | 유원민 | 최광운 | -      |

## 트레이드 파동

### 4시간 만에 소속팀이 바뀌다
1991년 11월 19일 드래프트 지명장에서 김정혁은 일화 천마에, 홍명보는 유공 코끼리에, 신태용은 대우 로얄즈에 지명되었고, 김진형과 조정현은 포항제철이 각각 지명했다. 그러나 우리는 '신태용'하면 일화에서만 줄곧 뛴 레전드로 기억하고 있고, 홍명보 선수가 유공에서 뛰었다는 소리는 들은 적이 없다.
그럼 대체 어떻게 된 것일까?
이는 하루 만에 팀 유니폼을 갈아입었던 드래프트 파동의 결과물이었던 것이다. 당시 유공의 김정남 감독은 홍명보를 데려오는 데 성공함으로써, 수비와 공격 양쪽 모두에서 확실한 효과를 줄 카드가 생겼다.라고 자평하며 홍명보 영입에 만족감을 표시했다. 그러나 불과 4시간 만에 사태는 급반전되었는데, 홍명보에게 이미 1억이 넘는 금액을 지불했었던 포항제철은 무슨 수를 써서라도, 홍명보를 확보하라는 윗선의 지시에 따라 드래프트장에서 포철이 1순위로 지명한 김진형, 2순위 지명 조정현, 1990년 11월 22일 열린 1991 K리그 드래프트에서 유공 1순위로 지명됐지만 1991년 7월 김홍운과의 맞트레이드를 통해 포철 유니폼을 입은 이석경을 한꺼번에 유공으로 내주면서 홍명보를 데려오는 전대 미문의 1:3 트레이드를 성사시키기에 이른다.
- 홍명보 (유공 코끼리) <-> 이석경 + 조정현 + 김진형 (포항제철 아톰즈)

불과 4시간 전까지 홍명보 영입에 화색을 띠던 김정남 감독은 트레이드 직후 침묵하면서, 위의 결정이 높은 선에서 이루어졌음을 암시했으며 사전에 포철과 유공 구단이 담합을 벌였다는 비판이 폭발했다. 또한 김진형 선수의 모교인 한양대학교 측은 김진형 선수가 홍명보 선수보다 떨어질 게 뭐길래 이렇게 박대하느냐고 항의하며, 이후부터 한양대는 포항제철에 선수 공급을 거부하려는 움직임까지 보였다. 남들이 뭐라하거나말거나, 포항제철은 홍명보를 데려오는 데 결국 성공했다.

### 대우의 변칙 스카우트 추진
포항제철의 움직임을 지켜 본 대우 로얄즈는 드래프트 실시 이전에 사전 접촉을 통해 확보해두었다가 일화 천마에 빼앗긴 김정혁 선수를 포항제철이 홍명보를 데려온 것과 똑같은 방법으로 데려오기로 마음먹는다. 즉시 일화와 접촉한 대우는 김정혁 선수를 데려오기 위해 대우가 1순위로 지명한 이태홍 선수를 포함해 선수 몇 명을 내놓을 용의가 있음을 내보였고 결국 12월 4일, 대우의 1순위 지명 선수인 이태홍과 2순위 지명 신태용을 일화에 내주고 대우가 김정혁을 받는 트레이드가 성사되었다.
- 김정혁 (일화 천마) <-> 이태홍 + 신태용 (대우 로얄즈)

### LG와 포철 맞트레이드
LG 치타스는 전경준을 4순위로 지명했지만 드래프트 며칠 뒤였던 1991년 12월 6일 골키퍼 차상광과 함께 포항 제철로 넘겼고 이 과정에서 포항 제철은   수비수 손형선과 골키퍼 박철우를 LG로 넘기는 2:2 트레이드를 단행했다.
- 전경준 + 차상광 (LG 치타스) <-> 손형선 + 박철우 (포항제철 아톰즈)

## 결과
파문과 충격의 연속이었던 1992년 드래프트 사태의 원인은 역대 최강의 전력을 자랑했던 1992년 바르셀로나 올림픽대표와 1991년 코리아(남북 단일팀) 청소년 대표팀 주전 선수들이 대거 1992년 드래프트에 신청이 몰렸기 때문이었다. 당시, 국가대표가 덤벼도 1992년 드래프트 신청자 베스트 11이면 충분히 이길 것이란 농이 진지하게 받아들여질 정도로 신인들의 실력은 검증되었던 바, 지명을 위해 그토록 편법을 동원해서까지 심혈을 기울였던 것이다. 이와 같은 뜨거운 열기 덕분인지는 몰라도 1992년 신인들은 지명 당시의 난삽함과 별도로 활약은 가히 대단했다. 1992시즌, 홍명보 선수는 신인임에도 불구하고 K리그 MVP를 수상했으며, K-리그 신인왕은 신태용 선수가, 득점왕은 임근재 선수가 차지하며 신인들이 타이틀을 싹슬이하는 기현상을 보였다. 대우 로얄즈는 김정혁을 천신만고 끝에 데려왔으나, 부상으로 제대로 써먹지도 못하면서 최하위권으로 추락했고 오히려 일화에 내준 신태용, 이태홍의 활약을 보며 배 아파할 수밖에 없었다. 여기에 눈 뜨고 홍명보를 빼앗긴 유공 코끼리의 경우도 마찬가지로 부진을 면치 못했다.

## 참고
1. ↑  1차 드래프트 거부 파동의 내용은 1991 K리그 드래프트 참조
2. ↑  홍명보 선수의 경우는 1992년 3월까지 군복무 중이었기에, 그 이후 곧바로 해외 진출이 이루어질 것이라 예측했다.
3. ↑  대신 입단 후, 구단 측에서 리베이트를 공공연하게 주는 행위는 제제하거나 타 구단에서 항의하지 않기로 합의를 봤던 것으로 보인다. 실제로 서정원 선수는 1992년 드래프트 1순위로 LG 치타스에 입단하면서 기존 계약금 연봉 외 약 1억 2천만 원의 계약금과 연봉을 추가로 받아냈다.
4. ↑  “수비왕 趙(조)우석 일화로”. 경향신문. 1990년 11월 22일. 2019년 3월 5일에 확인함.
5. ↑  김경무 (1991년 7월 12일). “50경기 마친 프로축구 판도”. 한겨레신문. 2019년 3월 5일에 확인함.
6. ↑  다음 해인 1993년 드래프트에서 포항제철은 황선홍을 놓고 또 한 번 역사를 쓴다. 자세한 내용은 1993 K리그 드래프트 참고
7. ↑  “GK 朴哲佑(박철우)-車相光(차상광)등 포철-LG 맞트레이드”. 동아일보. 1991년 12월 7일. 2018년 6월 30일에 확인함.